# Ajba
Ajba este o localitate din comuna Kanal ob Soči, Slovenia, cu o populație de 92 de locuitori.